# Bouhans
Bouhans település Franciaországban, Saône-et-Loire megyében. Lakosainak száma 176 fő (2022. január 1.). Bouhans Montjay, Bosjean, Le Planois, Saint-Germain-du-Bois, Sens-sur-Seille és Serley községekkel határos.

## Népesség
A település népességének változása:
| Lakosok száma | 149  | 165  | 178  | 175  | 177  | 179  | 178  | 177  | 176  |
|               | 2013 | 2015 | 2016 | 2017 | 2018 | 2019 | 2020 | 2021 | 2022 |